# Flavio Bertelli (scrittore)
Flavio Bertelli (Ferrara, 11 febbraio 1916 – Ferrara, 18 novembre 1983) è stato uno scrittore italiano.

## Biografia
Rimasto orfano a dodici anni, frequentò il Collegio Salesiano di Chiari, quindi si guadagnò da vivere svolgendo vari mestieri. Lavorò anche nel teatro come suggeritore e macchinista, prima di diventare a propria volta autore e regista.
Giornalista e scrittore, collaborò a quotidiani e riviste con recensioni anche in ambito artistico. Non di rado utilizzò il dialetto ferrarese nelle proprie opere. Compose poesie e commedie; queste ultime vennero rappresentate in teatro, alla radio e in televisione e spesso dirette dallo stesso autore. Componimenti poetici e lavori teatrali vennero insigniti con premi e ottennero critiche generalmente favorevoli, raccolte dallo stesso Bertelli in un unico volume.
L'esperienza di Bertelli con i testi teatrali diede frutti sulla narrazione, in particolare con Visto si nasca, romanzo caratterizzato da dialoghi ben costruiti e da un umorismo che ripercorreva l'intera "gamma - di registri e di timbri - dell'invenzione comico-satirica". Fantasiosa l'ambientazione: un mondo, l'aldiquà, in cui risiedevano i "non nati nascituri" insieme ai "non nati" destinati a non nascere; un mondo "strutturato e funzionante a regola di tecnologie avveniristiche", dotato di possibili significati impliciti.
Flavio Bertelli fu docente di ortoepia e discipline teatrali presso l'Università Popolare di Ferrara e autore di manuali di dizione e recitazione; divenne membro dell'Association du Théâtre pour l'Enfance et la Jeunesse (ASSITEJ, Associazione del teatro per l'infanzia e la giovinezza), fondata a Parigi nel 1965. Fu direttore del gruppo drammaturgico Dea Ars di Ferrara.

## Bertelli e il dialetto ferrarese
Negli anni settanta, insieme a Lorenza Meletti, pubblicò tre volumi accomunati dall'attenzione alla lingua: Teatro senza sipario, Ortoepia e Mi e la Frara da ier. Nel primo l'insegnamento della dizione e della corretta pronuncia della lingua italiana era rivolto ai bambini cui veniva insegnata la drammatizzazione; il secondo si poneva lo scopo di sensibilizzare le scuole all'insegnamento della corretta pronuncia dell'italiano, resa difettosa dall'abitudine all'utilizzo del dialetto. Nel terzo volume venne applicata la medesima attenzione per la pronuncia e per la grafia corrette, non all'italiano ma al dialetto, per la comprensione dei 19 racconti brevi che Bertelli inserì in dialetto ferrarese, corredati dal testo a fronte in italiano.
Bertelli, del resto, apponeva sempre la traduzione in italiano nelle opere scritte in dialetto. L'utilizzo del testo a fronte, non frequente nei lavori dialettali, era motivato dal duplice scopo di rendere comprensibile la lettura, e di documentare le differenze fra lingua e dialetto anche da un punto di vista culturale.
Il dialetto, come l'autore stesso indicò nella "Doverosa premessa" ai Ferraresi ritratti, restituiva infatti la somiglianza ai personaggi, altrimenti snaturati da un modo di parlare diverso dal proprio.

## Alcune opere
- Gli uomini nudi : Assurdo in tre atti e quattro quadri, 1951
- Dill volt a s'rid pr'an pianzar, commedia in tre atti in vernacolo ferrarese, 1952
- Un spiraj ad sol, commedia in tre atti in vernacolo ferrarese, 1953
- Operazione zia Cleofe, commedia in tre atti, 1956
- Sua altezza l'uomo bianco, commedia in un atto, 1956
- Avanti l'anno zero, radiodramma, 1956-57
- Il giudizio universale, radiodramma, 1957
- Prof. Pitt: lezioni di armonia familiare, commedia in un atto, 1957
- Vicolo cieco, commedia in tre atti, 1957
- ...E la storia si ripete, commedia in un atto
- Il sole sorge sempre all'est, commedia in tre atti, 1958
- Lo spazzino. Quando il sole è nero. Teodoro e la cavalla, soggetti cinematografici premio Venezia 1963
- Le scale che salgono al cielo, originale televisivo trasmesso come radiodramma a Zagabria il 18 dicembre 1963
- Hanno rubato un giorno a Mister Smith!, radiodramma e televisivo, rappresentato a Bologna nel 1964 con regia dell'autore
- ...E poi venne la luce, un atto rappresentato a Bologna nel 1964 con regia dell'autore
- L'Io alla ribalta, un atto rappresentato a Bologna nel 1965 con regia dell'autore
- La quarta dimensione, originale televisivo, in onda in Jugoslavia il 18 gennaio 1965
- L'elaborata figlia delle 5 signore, un atto rappresentato a Bologna nel 1967 con regia dell'autore
- La formica blu, favola in due tempi
- Grisù, povero sindaco, favola in due tempi
- Paternità per delega, romanzo 1971
- Il pesce rosso, commedia per ragazzi in due tempi, 1974 ca.
- L' amara medicina del signor Dulc, fiaba grottesca in due tempi
- Difficile approdo, in due tempi
- Parole verticali, raccolta di poesie, 1974
- Ortoepia : guida alla retta pronunzia della lingua italiana, alla lettura, alla recitazione, insieme a Lorenza Meletti
- Teatro senza sipario : Guida alla drammatizzazione, insieme a Lorenza Meletti
- Visto si nasca, romanzo, 1976
- Mi e la Frara da ier : ricord, ciacar e fatt d'un mond divers, testo in dialetto ferrarese e versione in italiano a fronte, 1978
- Mi, la guera e la bicicleta : ssa n'fuss un quel vera al ssaria un rumanz, testo in dialetto ferrarese e versione in italiano a fronte, 1979
- Mi e la Frara d'inquó : ssa n'fuss un rumanz al ssaria un quel vera, testo in dialetto ferrarese e versione in italiano a fronte, 1980
- Ferraresi ritratti : zibaldone in lingua e dialetto, 1981